# Banner i Flappy
Banner i Flappy (シートン動物記　りすのバナー, Shīton Dōbutsuki: Risu no Banā) és una sèrie d'anime produïda l'any 1979 per la Nippon Animation. La història es basa en el llibre Bannertail: The Story of Grey Squirrel d'Ernest Thompson Seton.
La sèrie d'animació comprèn un total de 26 episodis i es va estrenar el 7 d'abril de 1979. A Espanya va arribar el 7 de desembre del mateix any, a dins del programa "Un globo, dos globos, tres globos" de TVE. En català es va emetre per primer cop el 1r d'octubre de 1984 a La 2, pel Circuit català de TVE.

## Argument
A la part oriental dels EUA hi vivia un petit esquirol anomenat Banner que vivia al bosc amb la seva família. Amb l'arribada de la colonització, l'alzina a on vivia va ser talada i la seva família mor. Per sort, un noi el va recollir i el va portar a la seva granja, a on una gata li va fer de mare adoptiva. Un dia esclata un incendi a la granja i, amb la confusió, en Banner torna al bosc d'on venia i allà s'integra a una família d'esquirols a la qual pertany la Flappy, entre d'altres.